# جاك بوون
جاك بوون (بالإنجليزية: Jack Boone)‏ هو مدرب رياضي أمريكي، ولد في 28 مايو 1918 في رونوك رابيدز في الولايات المتحدة، وتوفي في 6 فبراير 1984.

## وصلات خارجية
- جاك بوون على موقع مرجع كرة القدم المحترفة.كوم (الإنجليزية)